# Gewöhnliche Siegwurz
Die Gewöhnliche Siegwurz (Gladiolus communis) ist eine Pflanzenart aus der Gattung der Gladiolen (Gladiolus) in der Familie der Schwertliliengewächse (Iridaceae).

## Merkmale

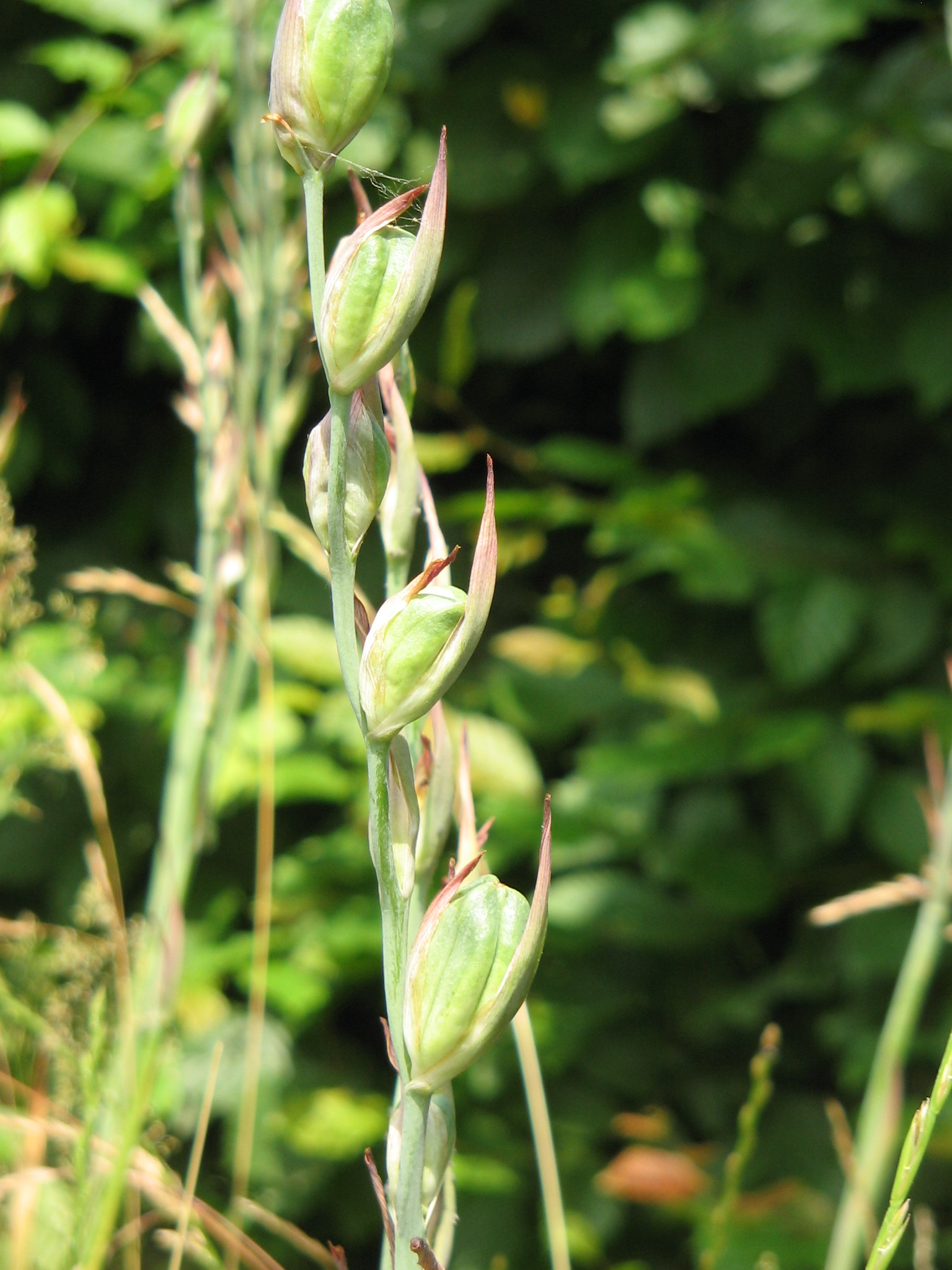
Kapselfrüchte

Die Gewöhnliche Siegwurz ist eine ausdauernde krautige Pflanze, die Wuchshöhen von 0,5 bis zu 1 m erreicht. Als Überdauerungsorgane bildet dieser Geophyt Knollen mit etwa 20 mm Durchmesser. Der Stängel ist unverzweigt. Die Laubblätter sind wechselständig und zweizeilig am Stängel verteilt. Die einfachen, langen, schwertförmigen, parallelnervigen Laubblätter sind etwa 10 bis 70 Zentimeter lang und 0,5 bis 2,2 Zentimeter breit. Der Blattrand ist glatt.
Es werden endständige, verzweigte oder unverzweigte, ährige Blütenstände gebildet, die Tragblätter und etwa 10 bis 20 Blüten enthalten. Die ungestielten, zwittrigen, dreizähligen Blüten sind zygomorph. Die Blütenröhre ist etwa 10 bis 12 mm lang. Es sind zwei Kreise mit je drei verschiedengestaltigen Blütenhüllblättern vorhanden, sie sind rötlich violett, die äußeren drei Blütenhüllblätter besitzen einen weißen Streifen in der Mitte. Es ist nur der innere Kreis mit drei freien, fertilen Staubblättern vorhanden, denn sie stehen dem äußeren Blütenhüllblättern gegenüber. Die Staubfäden weisen eine Länge von 12 bis 15 mm auf und die Staubbeutel sind 10 bis 13 mm lang. Drei Fruchtblätter sind zu einem unterständigen Fruchtknoten verwachsen. Der Griffel endet in drei Narben. Die Blütezeit reicht meist von Juni bis Juli, teilweise beginnt sie im Mai oder dauert bis Oktober.
Die dreifächerige Kapselfrucht weist eine Länge von 18 bis 24 mm auf enthält viele Samen. Die breit geflügelten Samen weisen einen Durchmesser von 4 bis 6 mm auf.

## Verwandte Arten

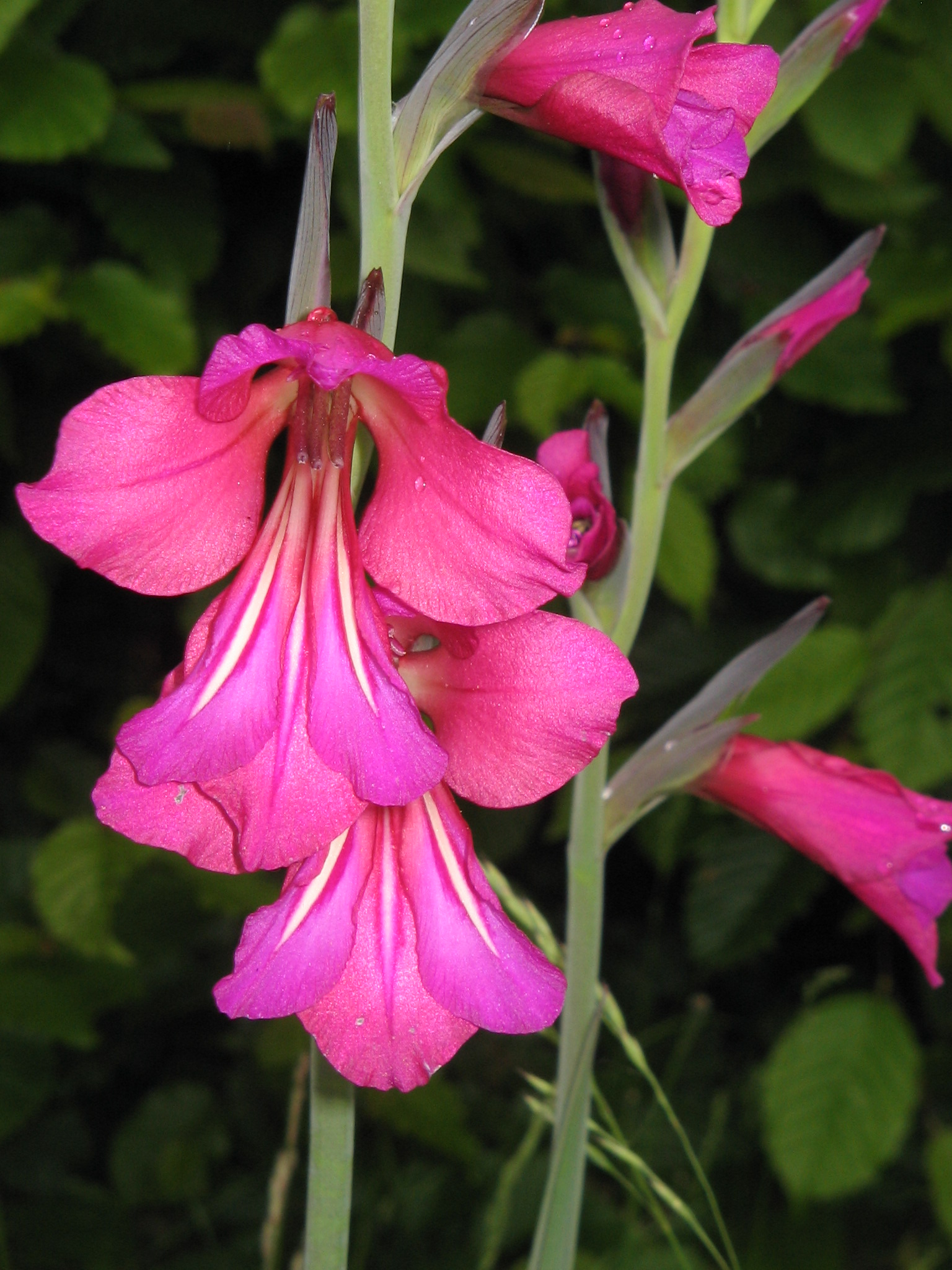
Blüte von Gladiolus × byzantinus

Gladiolus communis und Gladiolus × byzantinus wurden oft als Unterarten einer Art angesehen. Gladiolus × byzantinus Mill. ist aber die Hybride zwischen Gladiolus dubius und Gladiolus italicus. Die Unterschiede sind:
- Gladiolus communis subsp. communis:

Die Laubblätter sind 30 bis 50 Zentimeter lang und 0,5 bis 1,5 Zentimeter breit. Der ährige Blütenstand weist oft 2 bis 3 Seitenzweige auf. Die unteren Blattscheiden sind grün- oder rosanervig. Die unteren Perigonzipfel sind mehr oder weniger gleich, 30 bis 40 Millimeter lang, 10 bis 20 Millimeter breit und oft purpurrosa. Die Chromosomenzahl beträgt 2n = 120. Sie kommt im westlichen und zentralen Mittelmeergebiet, auf der Krim und im Kaukasus vor. In Nordamerika ist sie ein Neophyt. In Süddeutschland gedeiht sie dann in Moorwiesen als Charakterart des Verbands Molinion.
- Gladiolus × byzantinus Mill. (Syn.: Gladiolus communis subsp. byzantinus (Mill.) A.P.Ham.):

Die Laubblätter sind 30 bis 70 Zentimeter lang und 0,8 bis 2,2 Zentimeter breit. Die Grundblattscheiden sind oft dunkelrotnervig. Der ährige Blütenstand weist oft ein bis zwei Seitenzweige. Die unteren Perigonzipfel sind verschieden, der mittlere ist breiter, länger und hat einen weißen Mittelfleck. Sie sind 30 bis 45 Millimeter lang, 15 bis 25 Millimeter breit und purpurrot. Die Chromosomenzahl beträgt 2n = 90 oder 120. Sie kommt in Marokko, Algerien, Tunesien, Spanien, Frankreich, Korsika, Sardinien, Italien, Sizilien und Kreta vor. Sie gedeiht in Zwergpalmengebüschen und Getreidefeldern.

## Nutzung
Die Gewöhnliche Siegwurz war bis zur 1. Hälfte des 19. Jahrhunderts eine verbreitete Zierpflanze, wurde dann aber durch Garten-Gladiolen (Gladiolus × hortulanus-Hybriden) verdrängt. Außerdem ist sie früher als Heilpflanze genutzt worden. Heute wird sie kaum noch kultiviert.

## Belege
- Beschreibung in der Flora of North America. (engl.)